# Lukáš Došek
Lukáš Došek (*Praga, República Checa, 12 de septiembre de 1978) es un futbolista checo. Juega de defensa y su primer equipo fue TJ Přeštice.

## Selección nacional
Ha sido internacional con la Selección nacional de fútbol de República Checa, ha jugado 4 partidos internacionales.
- Datos: Q1877152
- Multimedia: Lukáš Došek / Q1877152